# Robert Couturier
Pour les articles homonymes, voir Couturier.
Robert Couturier, né le 2 mai 1905 à Angoulême et mort le 1er octobre 2008 dans le 15e arrondissement de Paris,, est un sculpteur français.

## Biographie
En 1920, Robert Couturier intègre l'École Estienne à Paris et suit une formation de lithographe. À la mort de son père, deux ans plus tard, il dut interrompre ses études et intégra des ateliers de lithographie à Paris. 
En 1928, sa rencontre avec Aristide Maillol le convainc de devenir sculpteur. Il obtient un atelier d'artiste à la cité parisienne La Ruche.
De 1929 date sa rencontre avec le sculpteur Alfred Janniot. En 1930, il obtient le Prix Blumenthal et en 1932, devient professeur de dessin à Paris. Il rencontre alors de nombreux peintres dont Henri Matisse, de qui il recevra de nombreux conseils.
Ancien élève d'Aristide Maillol, membre fondateur du Salon de Mai ; il fut lauréat de la Fondation américaine pour la pensée et l'art français en 1930. En 1937, il réalise des sculptures pour le Pavillon de l'élégance à l'Exposition internationale, en collaboration avec l'architecte Émile Aillaud. En 1938, il est le collaborateur d'Aristide Maillol pour l’œuvre La Rivière.
Prisonnier pendant la Seconde Guerre mondiale, il s'évade et passe en zone libre. Après la Libération, en 1946, il est nommé professeur à l'École des arts décoratifs à Paris, poste qu'il occupe jusqu'en 1962. Il devient ensuite professeur à l'École nationale supérieure des Beaux-arts de Paris (1963-1975).
En 1958, il participe à l'exposition universelle de Bruxelles. 
En 1962, il joue son propre rôle (d'enseignant de sculpture) à l'École des arts décoratifs dans le film d'Agnès Varda, Cléo de 5 à 7.
En 2005, la Fondation Dina Vierny-Musée Maillol à Paris lui consacre une exposition rétrospective pour son centenaire.
Membre fondateur du salon de mai ; lauréat de la Fondation américaine pour la pensée et l'art français (1930) ; prix Wildenstein (1966).
23 de ses œuvres sont inscrites sur l'inventaire du Fonds national d'art contemporain.
Œuvres dans les musées à Paris, et à l'étranger : Bayeux, Poitiers, Grenoble, Troyes, Paris (musée national d'Art moderne-Centre Georges Pompidou ; musée d'art moderne de la Ville de Paris), Madrid, Rio de Janeiro, Boston, Jérusalem, Hakone, Anvers, La Havane.

## Expositions
- 1947 : exposition Anglo-French Art Centre (en) à Londres ;
- 1950 : Biennale de Venise ;
- 1951 : Biennale de São Paulo ;
- 1959 : Maison de la Pensée française, Paris ;
- 1960 : Biennale de Venise ;
- 1970 : exposition au musée Rodin ;
- 1975 : exposition à La Monnaie de Paris ;
- 2005 : exposition Fondation Dina Vierny-Musée Maillol, Paris (commissaire : Valérie Da Costa).

## Œuvres
- Le Jardinier, 1937, statue de l'esplanade du Trocadéro pour l'Exposition universelle de 1937 (Paris)[3].
- Collaborateur pour la décoration du Pavillon de l'Élégance pour cette même exposition[3].
- Le Vent, 1937, conservé depuis 1971 dans la forteresse du Mont-Valérien (Suresnes)[4].
- Porte monumentale pour la salle des assemblées du Palais Ariana, Genève[3].
- Sculpture allégorique La Joie dans la Paix, avec Émile Aillaud, pour la place de la Porte-Maillot, Paris[3].
- La Méditerranée, 1942, Centre universitaire méditerranéen, Nice.
- Monument aux morts de Chérimont, 1946, Chérimont.
- Esquisse du Monument à Étienne Dolet, 1946, musée de Grenoble, pour le remplacement de la statue de la place Maubert (Paris), détruite pendant la guerre[3].
- Monument à Étienne Dolet, 1947-1949. Déclenchant un tollé lors de sa présentation, certains la qualifiant « d'offense à l’art français », la statue est représentative de l'« affirmation radicale des nouvelles tendances de la sculpture figurative d'après-guerre » note le conservateur du patrimoine Xavier-Philippe Guiochon. Devant le scandale, la ville de Paris renonce donc finalement à l'ériger place Maubert et le modèle en plâtre n'est donc pas sculpté en pierre comme prévu. Ce dernier reste en dépôt jusqu'en 2012, date à laquelle il est installé au musée des Années Trente de Boulogne-Billancourt[3].
- À partir de 1950 : sculptures où seule l'armure est laissée visible : Fillette sautant à la corde, Jeune Fille lamelliforme, Femme dans un fauteuil, La Femme couchée et La Femme s'essuyant la jambe (cette dernière œuvre, achetée par le musée national d'Art moderne, est déposée au musée de Cambrai)[3].
- Armature pour une baigneuse, 1953, musée d'art moderne de la Ville de Paris.
- Les Arts et La Vie champêtre, 1956, bas-reliefs, hall de l'ambassade de France, Tokyo[3].
- La Géométrie, 1956, ENS, Cachan.
- À partir de 1960 : série des Femmes-Boîtes[3].
- Relief en terre cuite, Dourdan.
- La Femme creuse, bronze, centre commercial d'Épinay-sur-Seine.
- Maternité, ciment et cuivre, Épinay-sur-Seine.